# Considérations actuelles sur la guerre et la mort
Considérations actuelles sur la guerre et la mort  ou Actuelles sur la guerre et la mort  (Zeitgemässes über Krieg und Tod ) est un texte de Sigmund Freud paru en 1915 dans la revue Imago qui réunit deux essais, « La désillusion causée par la guerre » et  « Notre rapport à la mort ».

## Historique
Six mois après la déclaration de la première Guerre mondiale, en mars et avril 1915, Sigmund Freud écrit deux essais : « La désillusion causée par la guerre » et « Notre rapport à la mort ».
Avec ces deux essais réunis sous le titre Actuelles sur la guerre et la mort (selon la traduction des OCF.P), Freud cherche à « satisfaire le dévouement patriotique de l'éditeur d' Imago », Hugo Heller, ainsi qu'il l'écrit le 4 mars 1915 à Karl Abraham . La revue d'Heller souffre en effet d'un manque d'articles en raison de la guerre.
Le deuxième essai, « Notre rapport à la mort », est en fait la version quelque peu remaniée d'une conférence donnée le 16 février 1915 à la loge viennoise de l'association juive B'nai B'rith dont Freud était membre. Le texte de cette conférence, publié dans le bulletin de cette association, a été retrouvé par Bernd Nitzschke qui l'a reproduit et commenté en 1990 dans Die Zeit (n° 30 du 20 juillet 1990), puis dans la revue psychanalytique allemande Psyche  l'année suivante sous le titre « Wir und der Tod », « La mort et nous » dans la traduction et la publication du texte par Jacques Le Rider en 1992 dans le n° 5 de la Revue internationale d'histoire de la psychanalyse,.

## Thèmes abordés dans les deux essais
Au-delà de  l'appartenance à une nation, le ton de Freud est, notamment dans le premier essai, « celui d'un “Européen” de la civilisation des Lumières », relève Sophie de Mijolla-Mellor.
Le thème de la désillusion est récurrent chez Freud et se retrouvera en 1927 dans L'avenir d'une illusion ainsi que dans Malaise dans la civilisation en 1930. L'idéal des hommes dans la civilisation, en tous les cas des Européens, est « mis à mal par la guerre », souligne Sophie de Mijolla-Mellor. Freud ayant toujours soutenu la présence de motions pulsionnelles derrière la « morale  sexuelle “civilisée”» (Die «kulturelle» Sexualmoral und die moderne Nervosität, 1908), une régression reste toujours possible dans les acquis culturels, du fait par exemple d'événements de la vie comme la guerre. S. de Mijolla-Mellor cite Freud posant la question suivante : « Pourquoi les individus-peuples se méprisent-ils, se haïssent-ils, s'abhorrent-ils les uns les autres, même en temps de paix, et pourquoi chaque nation traite-t-elle ainsi les autres ? Cela reste une énigme ».
Freud reprend, plus spécialement dans le deuxième essai sur notre rapport à la mort, des idées déjà présentes dans Totem et tabou (1913). L'attitude de l'homme civilisé est contradictoire vis à vis de la mort qu'à la fois il dénie pour lui-même — dans l'inconscient, chacun se croit immortel — tout en l'érotisant et en considérant qu'elle donne du prix à la vie, ce qui peut l'amener à prendre des risques dans la réalité ; de même que pour l'homme originaire, elle est réelle à ses yeux dans le meurtre et irréelle en ce qui le concerne. Freud en tire cette conclusion : « Si l'on nous juge selon nos motions de désir inconscientes, nous sommes donc nous-mêmes comme les hommes des origines, une bande d'assassins ».

## Publication, éditions et traductions
Source bibliographique : Notice des OCF.P vol.  XIII 1914-1915  : 

### Première publication
- 1915 : Imago, 4, (1), p. 21.

### Éditions allemandes
- 1946 : Gesammelte Werke, vol.  X, p. 323-355.
- 1974 : Studienausgabe, vol.  IX, p. 33-60.

### Traduction anglaise
- 1957 : Thoughts for the Times on War and Death, Standard Edition, vol.  XIV, p. 274-300.

### Traductions françaises
- 1927 : Considérations actuelles sur la guerre et la mort, traduction de S. Jankélévitch, in S. Freud, Essais de psychanalyse, Paris, Payot, p. 235-267.
- 1981 : Considérations actuelles sur la guerre et la mort, traduction de P. Cotet, A. Bourguignon et A. Cherki, in S. Freud, Essais de psychanalyse, Paris, Payot, p. 7-40.
- 1988 : Actuelles sur la guerre et la mort, traduction d'A. Bourguignon, A. Cherki, P. Cotet, avec la collaboration de J.G. Delarbre, J. Altounian, D. Hartmann, dans Œuvres Complètes de Freud / Psychanalyse — OCF.P vol.  13 : 1914-1915, Paris, PUF, 1988  (ISBN 2-13-041809-0) ; 1994  (ISBN 2-13-042148-2) ; 2005  (ISBN 2-13-055009-6), p. 127-157.